# 松岡古墳群

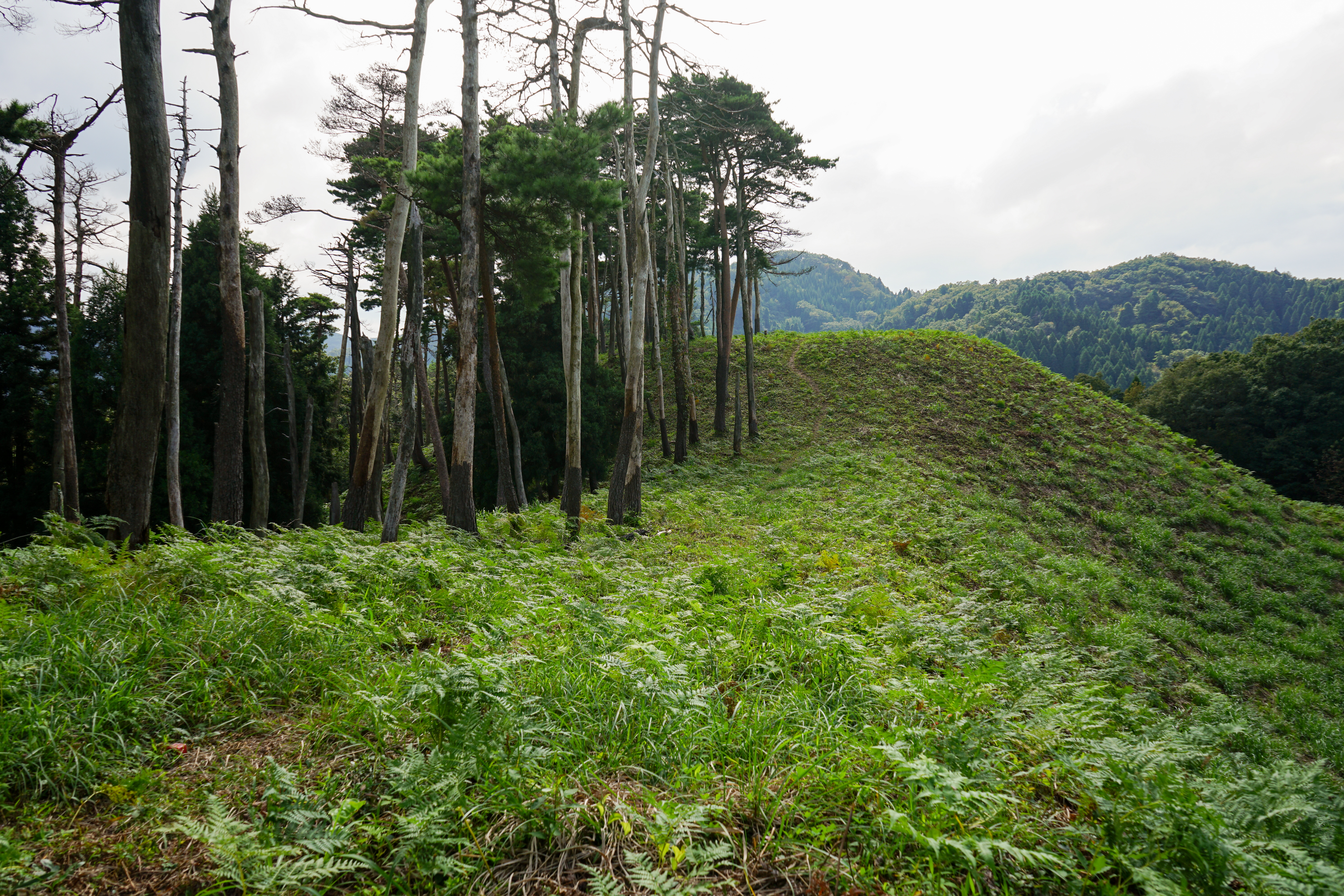
手繰ヶ城山古墳墳頂部

松岡古墳群（まつおかこふんぐん）は、福井県吉田郡永平寺町にある古墳群である。国の史跡に指定された4古墳を指すことが多いが、近接している史跡でない古墳を含める場合もある。
九頭竜川の南側、福井平野の東端に位置する尾根上に分布する。前方後円墳4基と陪塚3基からなり、九頭竜川の水利権を押え流域各地区の首長の上に立った「越の国の王」ともいうべき大首長の墓と考えられる。
1977年12月5日に手繰ヶ城山古墳が国の史跡に指定され、2005年7月14日に他の3基を追加指定した上で登録名称が「松岡古墳群」に変更された。
九頭竜川を挟んだ向かいの丘陵上には、国史跡六呂瀬山古墳群が分布している。

## 古墳 (国の史跡)

### 手繰ヶ城山古墳
全長約129ｍの前方後円墳で松岡古墳群中で最大規模。くびれ部付近に造出状の遺構があり、その先端に陪塚の方墳が位置する。墳丘は2段築成で、河原石を用いた葺石が存在する。墳頂部と中段平坦部には円筒・朝顔形埴輪が巡っている。4世紀中葉頃に築造されたものと考えられる。

### 鳥越山古墳
5世紀中葉頃に作られた前方後円墳で地山削り出しで作られた全長53.7ｍである。後円部頂およびくびれ部より埴輪が出土している。舟形石棺直葬墓と竪穴系横穴式石室が見つかっている。石釧・砥石・馬具・鉄製品・土器などが出土している。。

### 石舟山古墳
全長79.1ｍの2段築成された前方後円墳、前方部先端に陪塚の方墳を有する。埴輪が巡らされている。盗掘を受けたとみられ、副葬品は見つからず、墳丘主軸平行に縄掛突起の付く舟形石棺の棺身のみが残る。。築造年代は5世紀中葉頃と考えられる。

### 二本松山古墳
5世紀後葉頃に作られたとみられる全長89ｍの二段築成の前方後円墳で、前方部の東側に陪塚を有する。明治13年と同39年の調査では、舟形石棺とその副葬品として銅鏡・冠・管玉・鉄剣・鉄刀・刀装具などが発掘されている。埴輪が外側に見つかっている。

## 古墳 (国の史跡でないもの)

### 春日山古墳
福井県の史跡。